# Christopher Oualembo
Christopher Oualembo (Saint-Germain-en-Laye, 31 gennaio 1987) è un ex calciatore francese naturalizzato congolese (Repubblica Democratica del Congo), di ruolo centrocampista.

## Carriera

### Club
Ha giocato in Italia per due stagioni, dal 2009 al 2011, con la maglia del Monza in Lega Pro Prima Divisione

### Nazionale
Ha esordito nella nazionale congolese nel 2008 in un incontro amichevole contro il Gabon. Successivamente è stato convocato per la Coppa d'Africa 2015, dove la RD del Congo è giunta al terzo posto. Durante la manifestazione Oualembo non è mai sceso in campo rimanendo sempre in panchina.

## Statistiche

### Cronologia presenze e reti in nazionale
| Cronologia completa delle presenze e delle reti in nazionale ― RD del Congo | Cronologia completa delle presenze e delle reti in nazionale ― RD del Congo | Cronologia completa delle presenze e delle reti in nazionale ― RD del Congo | Cronologia completa delle presenze e delle reti in nazionale ― RD del Congo | Cronologia completa delle presenze e delle reti in nazionale ― RD del Congo | Cronologia completa delle presenze e delle reti in nazionale ― RD del Congo | Cronologia completa delle presenze e delle reti in nazionale ― RD del Congo | Cronologia completa delle presenze e delle reti in nazionale ― RD del Congo |
| Data                                                                        | Città                                                                       | In casa                                                                     | Risultato                                                                   | Ospiti                                                                      | Competizione                                                                | Reti                                                                        | Note                                                                        |
| --------------------------------------------------------------------------- | --------------------------------------------------------------------------- | --------------------------------------------------------------------------- | --------------------------------------------------------------------------- | --------------------------------------------------------------------------- | --------------------------------------------------------------------------- | --------------------------------------------------------------------------- | --------------------------------------------------------------------------- |
| 25-3-2008                                                                   | Aubervilliers                                                               | RD del Congo                                                                | 0 – 0                                                                       | Gabon                                                                       | Amichevole                                                                  | -                                                                           |                                                                             |
| 8-6-2008                                                                    | Kinshasa                                                                    | RD del Congo                                                                | 1 – 0                                                                       | Malawi                                                                      | Qual. Mondiali 2010                                                         | -                                                                           | 63’                                                                         |
| 13-6-2008                                                                   | Gibuti                                                                      | Gibuti                                                                      | 0 – 6                                                                       | RD del Congo                                                                | Qual. Mondiali 2010                                                         | -                                                                           | 66’                                                                         |
| 21-5-2010                                                                   | Wattens                                                                     | RD del Congo                                                                | 0 – 2                                                                       | Arabia Saudita                                                              | Amichevole                                                                  | -                                                                           |                                                                             |
| 17-11-2010                                                                  | Évreux                                                                      | Mali                                                                        | 3 – 1                                                                       | RD del Congo                                                                | Amichevole                                                                  | -                                                                           |                                                                             |
| 28-3-2015                                                                   | Dubai                                                                       | Iraq                                                                        | 2 – 1                                                                       | RD del Congo                                                                | Amichevole                                                                  | -                                                                           |                                                                             |
| 9-6-2015                                                                    | Mons                                                                        | RD del Congo                                                                | 1 – 1                                                                       | Camerun                                                                     | Amichevole                                                                  | -                                                                           | 70’                                                                         |
| 14-6-2015                                                                   | Kinshasa                                                                    | RD del Congo                                                                | 2 – 1                                                                       | Madagascar                                                                  | Qual. Coppa d'Africa 2017                                                   | -                                                                           | 30’                                                                         |
| 6-9-2015                                                                    | Bangui                                                                      | Rep. Centrafricana                                                          | 2 – 0                                                                       | RD del Congo                                                                | Qual. Coppa d'Africa 2017                                                   | -                                                                           |                                                                             |
| 8-10-2015                                                                   | Visé                                                                        | Nigeria                                                                     | 0 – 2                                                                       | RD del Congo                                                                | Amichevole                                                                  | -                                                                           |                                                                             |
| 12-10-2015                                                                  | Mons                                                                        | Gabon                                                                       | 1 – 2                                                                       | RD del Congo                                                                | Amichevole                                                                  | -                                                                           |                                                                             |
| 4-10-2016                                                                   | Kinshasa                                                                    | RD del Congo                                                                | 0 – 1                                                                       | Kenya                                                                       | Amichevole                                                                  | -                                                                           |                                                                             |
| Totale                                                                      |                                                                             | Presenze                                                                    | 12                                                                          |                                                                             | Reti                                                                        | 0                                                                           |                                                                             |